# Cindy Lee Van Dover
Cindy Lee Van Dover (* 16. Mai 1954 in Eatontown, New Jersey) ist eine US-amerikanische Meeresbiologin mit dem Forschungsschwerpunkt Tiefsee.

## Leben
1977 schloss Cindy Lee Van Dover ihr Bachelor-Studium der Umweltwissenschaften an der Rutgers University ab. 1982 nahm sie an ihrer ersten Tiefseeexpedition teil, bei welcher der Ostpazifische Rücken untersucht wurde. 1985 erhielt sie einen Master der University of California, Los Angeles in Ökologie. Anschließend forschte sie weiter zum Thema Ozeanographie und erhielt 1989 ihren Ph.D. und wurde dann Mitglied der Wissenschaftler des Tiefsee-U-Boots Alvin (DSV-2) und qualifizierte sich 1990 zum Steuermann des Boots.
Aktuell (2019) ist sie Professorin für Biologische Ozeanographie an der Duke University und Direktorin des zugehörigen Meeres-Labors in Beaufort (North Carolina).

## Werk
Als Tiefseeforscherin hat Cindy Lee Van Dover über 90 Artikel in Fachzeitschriften mit Peer-Review veröffentlicht. Sie besuchte im Rahmen ihrer Forschung nahezu alle bekannten Raucher und Tiefseeberge des Atlantiks und Pazifiks mit dem Tiefsee-U-Boot. Aktueller (2019) Forschungsschwerpunkt sind Biodiversität und Biogeographie von Wirbellosen in Chemolithotrophen Ökosystemen.

## Veröffentlichungen

### Bücher
- Deep-Ocean Journeys Discovering New Life at the Bottom of the Sea, Basic Books 1997, ISBN 978-0-201-15498-6
- The Ecology of Deep-Sea Hydrothermal Vents, Princeton University Press 2000, ISBN 978-0-691-04929-8

### Fachzeitschriften
- Forty years of fathoming life in hot springs on the ocean floor in Nature 567, Nr. 7747, März 2019. S. 182–84
- Dunn, Daniel C., Cindy L. Van Dover, Ron J. Etter et al. A strategy for the conservation of biodiversity on mid-ocean ridges from deep-sea mining in Science Advances 4, Nr. 7, Juli 2018
- Van Dover, C. L., S. Arnaud-Haond et al. Scientific rationale and international obligations for protection of active hydrothermal vent ecosystems from deep-sea mining in Marine Policy 90, April 2018, S. 20–28.